# Scotopelia bouvieri
Scotopelia bouvieri là một loài chim trong họ Strigidae.